# Gigio Alberti
Gigio Alberti, pseudonimo di Luigi Lorenzo Alberti (Milano, 19 giugno 1956), è un attore italiano.

## Biografia
Dalla fine degli anni ottanta in poi partecipa a molte pellicole italiane; a volte come semplice attore (come in Sud di Gabriele Salvatores), a volte come protagonista in film "corali" (come Tutti gli uomini del deficiente di Paolo Costella e la Gialappa's Band, Kamikazen ultima notte a Milano, Marrakech Express e Mediterraneo, vincitore del premio Oscar 1992 come migliore film straniero, sempre di Salvatores).
Partecipa anche a telefilm e film per la televisione come Zanzibar (nella parte di Aziz, pakistano, extracomunitario non in regola con il permesso di soggiorno), Renzo e Lucia (2004), Cuore di ghiaccio (2006), I liceali (2008-2009), a un episodio de L'ispettore Coliandro (2009) e a Non uccidere (2015-2018).
Va ricordata la pluridecennale collaborazione con Lorenzo Loris e il Teatro Out Off di Milano, sfociata negli spettacoli Come un toro, papà di Lorenzo Loris e Gigio Alberti, Il ceffo sulle scale di Joe Orton, Naufragi di Don Chisciotte di Massimo Bavastro, Zitti tutti! di Raffaello Baldini, Note di cucina di Rodrigo García, Terra di nessuno di Harold Pinter, Aspettando Godot di Samuel Beckett, Ultimi rimorsi prima dell'oblio di Jean-Luc Lagarce, Il guardiano di Harold Pinter.

## Filmografia

### Cinema
- A fior di pelle, regia di Gianluca Fumagalli (1987)
- Kamikazen - Ultima notte a Milano, regia di Gabriele Salvatores (1987)
- Marrakech Express, regia di Gabriele Salvatores (1989)
- Mediterraneo, regia di Gabriele Salvatores (1990)
- Bonus malus, regia di Vito Zagarrio (1993)
- Sud, regia di Gabriele Salvatores (1993)
- Il cielo è sempre più blu, regia di Antonello Grimaldi (1995)
- Ferie d'agosto, regia di Paolo Virzì (1996)
- La grande quercia, regia di Paolo Bianchini (1997)
- Nirvana, regia di Gabriele Salvatores (1997)
- Fiabe metropolitane, regia di Egidio Eronico (1997)
- Cinque giorni di tempesta, regia di Francesco Calogero (1997)
- Matrimoni, regia di Cristina Comencini (1998)
- Ecco fatto, regia di Gabriele Muccino (1998)
- E allora mambo!, regia di Lucio Pellegrini (1998)
- Tutti gli uomini del deficiente, regia di Paolo Costella (1999)
- Prima la musica, poi le parole, regia di Fulvio Wetzl (1999)
- Lupo mannaro, regia di Antonio Tibaldi (2000)
- Film, regia di Laura Belli (2000)
- Quore, regia di Federica Pontremoli (2002)
- L'ora di religione, regia di Marco Bellocchio (2002)
- Cuore scatenato, regia di Gianluca Sodaro (2003)
- Last food, regia di Daniele Cini (2004)
- Quo vadis, baby?, regia di Gabriele Salvatores (2005)
- La cura del gorilla, regia di Carlo Sigon (2006)
- 4-4-2: il gioco più bello del mondo, regia di Michele Carrillo e Claudio Cupellini (2006)
- L'estate del mio primo bacio, regia di Carlo Virzì (2006)
- Cosa voglio di più, regia di Silvio Soldini (2010)
- Femmine contro maschi, regia di Fausto Brizzi (2011)
- Il capitale umano, regia di Paolo Virzì (2014)
- Assolo, regia di Laura Morante (2016)
- Una vita spericolata, regia di Marco Ponti (2018)
- Exitus - Il passaggio, regia di Alessandro Bencivenga (2019)
- Berni e il giovane faraone, regia di Marco Chiarini (2019)
- Sulle nuvole, regia di Tommaso Paradiso (2022)
- Esterno notte, regia di Marco Bellocchio (2022)
- Tutti a bordo, regia di Luca Miniero (2022)
- Un altro ferragosto, regia di Paolo Virzì (2024)

### Televisione
- Zanzibar, regia di Marco Mattolini – sitcom (1988)
- Il commissario Corso – serie TV (1991)
- Renzo e Lucia, regia di Francesca Archibugi – miniserie TV (2004)
- Cuore di ghiaccio, regia di Matteo Belinelli – film TV (2006)
- I liceali – serie TV (2008-2009)
- L'ispettore Coliandro – serie TV (2009)
- All Stars – serie TV (2010)
- Non uccidere – serie TV (2015-2018)
- Bella da morire, regia di Andrea Molaioli – miniserie TV (2020)

#### Pubblicità
- Fiat Tipo (1992)

## Teatro
- Hollywood di Ron Hutchinson, regia di Virginia Acqua. Teatro Ambra Jovinelli di Roma (2016)
- Regalo di Natale, regia di Marcello Cotugno, con Giovanni Esposito, Filippo Dini e Fulvio Pepe (2017)
- I Cavalieri, regia di Giampiero Solari, con Giovanni Esposito, Francesco Pannofino, Sergio Mancinelli, Antonio Catania, Roy Paci (2018)
- Anfitrione di Sergio Pierattini, regia di Filippo Dini, con Barbora Bobuľová, Antonio Catania e Giovanni Esposito (2019)
- Zitti tutti! di Raffaello Baldini, regia di Lorenzo Loris (2022)
- Vicini di casa di Cesc Gay, regia di Antonio Zavatteri, con Amanda Sandrelli, Alessandra Acciai e Alberto Giusta (2023)